# Bahnhof Ennepetal (Gevelsberg)
Der Bahnhof Ennepetal (Gevelsberg) ist ein seit 1849 bestehender Haltepunkt an der Stammstrecke der Bergisch-Märkischen Eisenbahn-Gesellschaft, der Bahnstrecke Elberfeld–Dortmund. Das ehemalige Empfangsgebäude gilt als eines der ältesten seiner Art in Nordrhein-Westfalen und ist seit 1986 denkmalgeschützt. Der ehemalige Bahnhof und heutige Haltepunkt ist Station auf der Route der Industriekultur.

## Geschichte
Mit dem Bau der Bahnstrecke Elberfeld–Dortmund durch die Bergisch-Märkische Eisenbahn-Gesellschaft 1848 wurde in Milspe, heute ein Stadtteil von Ennepetal, ein Bahnhof eingerichtet, der am 9. März 1849 eröffnet wurde. Das Empfangsgebäude wurde im Fachwerkstil errichtet und mit Holz verkleidet. Bis 1954 trug der Bahnhof den Namen Milspe, obwohl schon 1949 Milspe und Voerde sich zu der Stadt Ennepetal vereinigten. 1954 erfolgte schließlich die Umbenennung in Ennepetal-Milspe. Als der Bahnhof Gevelsberg an der Strecke 1963 abgebrochen wurde, besaß die Nachbarstadt Gevelsberg keinen eigenen Haltepunkt mehr an der Bahnstrecke Elberfeld–Dortmund. So wurde der Bahnhof Ennepetal-Milspe 1968 erneut umbenannt und trägt, obwohl vollständig auf dem Stadtgebiet Ennepetals liegend, seitdem den Namen Ennepetal (Gevelsberg), wobei in diesem Bereich die Nordseite der Bahnstrecke die Stadtgrenze darstellt.
Der im März 2010 gegründete Förderverein Denkmal Bahnhof Ennepetal (Gevelsberg) hat sich zum Ziel gesetzt, die Förderung von Sanierungsmaßnahmen und die Voraussetzungen für eine nachhaltige Nutzung des Gebäudes zu erreichen.
Der Haltepunkt liegt außerdem nur ca. 150 Meter Luftlinie vom ehemaligen Haltepunkt Milspe Tal bzw. Ennepetal-Kehr an der Ennepetalbahn entfernt.

## Heutige Bedienung

### Schienenpersonennahverkehr
Der frühere Bahnhof dient heute nur noch als Haltepunkt für den Nahverkehr und wird von den Regional-Express-Linien RE 4 (Wupper-Express), RE 7 (Rhein-Münsterland-Express) und RE 13 (Maas-Wupper-Express) bedient.
| Linie | Verlauf | Takt   |
| ----- | --- | ------ |
| RE 4  | Wupper-Express: Aachen Hbf – Aachen Schanz – Aachen West – Herzogenrath – Kohlscheid (einzelne Züge) – Übach-Palenberg – Geilenkirchen – Lindern – Hückelhoven-Baal – Erkelenz – Rheydt Hbf – Mönchengladbach Hbf – Neuss Hbf – Düsseldorf-Bilk – Düsseldorf Hbf – Wuppertal-Vohwinkel – Wuppertal Hbf – Wuppertal-Barmen – Wuppertal-Oberbarmen – Schwelm – Ennepetal (Gevelsberg) – Hagen Hbf – Wetter (Ruhr) – Witten Hbf – Dortmund Hbf Stand: Fahrplanwechsel Dezember 2023 | 60 min |
| RE 7  | Rhein-Münsterland-Express: Rheine – Emsdetten – Greven – Münster Hbf – Münster-Hiltrup – Drensteinfurt – Hamm (Westf) Hbf – Bönen – Unna – Holzwickede – Schwerte – Hagen Hbf – Ennepetal (Gevelsberg) – Schwelm – Wuppertal-Oberbarmen – Wuppertal Hbf – Solingen Hbf – Opladen – Köln Messe/Deutz – Köln Hbf – Dormagen – Neuss Hbf – Meerbusch-Osterath – Krefeld-Oppum – Krefeld Hbf Stand: Fahrplanwechsel Dezember 2023                                                    | 60 min |
| RE 13 | Maas-Wupper-Express: Venlo – Kaldenkirchen – Breyell – Boisheim – Dülken – Viersen – Mönchengladbach Hbf – Neuss Hbf – Düsseldorf-Bilk – Düsseldorf Hbf – Wuppertal-Vohwinkel – Wuppertal Hbf – Wuppertal-Barmen – Wuppertal-Oberbarmen – Schwelm – Ennepetal (Gevelsberg) – Hagen Hbf – Schwerte (Ruhr) – Holzwickede – Unna – Bönen – Hamm (Westf) Hbf Stand: Fahrplanwechsel Dezember 2023                                                                                    | 60 min |

Das Gleis in Fahrtrichtung Hagen war über Jahrzehnte ebenerdig zu erreichen, während das Gleis in Fahrtrichtung Wuppertal nur durch eine Unterführung zu erreichen ist. Im Jahr 2010 wurde der bestehende Bahnsteigtunnel in Richtung einer tieferliegenden Straße verlängert und der ganze Tunnel umgebaut. Inzwischen bestehen diese Anlagen aus einem ebenerdigen Zugang von der Straße, einer Straßenbrücke zur P+R-Anlage und dem nur noch privat genutzten Bahnhofsgebäude, einer festen Treppe zur P+R-Anlage und einer festen Treppe zum Bahnsteig und einem seit Mitte 2011 betriebsbereiten Aufzug. Der umgebaute Mittelbahnsteig erhielt zwei neue Bahnsteigkanten mit der Normhöhe von 76 cm. Damit erlaubt dieser Bahnhof die barrierefreie Nutzung der Züge von National Express (RE 7) sowie der Eurobahn (RE 13), während die Doppelstockzüge von DB Regio (RE 4) wegen ihrer Fußbodenhöhe keine barrierefreie Nutzung erlauben. Wegen unterschiedlicher Gleishöhen verfügt der Bahnsteig an beiden Enden über eine Stufe, die durch eine Absperrung gesichert ist. Das hölzerne Bahnsteigdach wurde erhalten und neu gestrichen.

### Öffentlicher Personennahverkehr
Am Bahnhof bestehen Umsteigemöglichkeiten zu den Buslinien 551 und 563 der Verkehrsgesellschaft Ennepe-Ruhr. Beide bedienen den Busbahnhof Ennepetal und den Hauptbahnhof Gevelsberg, wo Anschluss an weitere Buslinien besteht.
| Linie | Linienverlauf                                                                                            | Takt (Mo–Fr) |
| ----- | --- | ------------ |
| 551   | Ennepetal-Voerde – Ennepetal Busbahnhof – Ennepetal Bahnhof – Gevelsberg Hbf – Sprockhövel-Hiddinghausen | 30 min       |
| 563   | Ennepetal Busbahnhof – Ennepetal Bahnhof – Gevelsberg Hbf – Gevelsberg Elsternstraße                     | 30 min       |
| NE1   | Voerde Mitte – Ennepetal Busbahnhof – Ennepetal Bahnhof – Gevelsberg Hbf                                 | 60 min       |